# Reprezentacja Belgii w piłce wodnej mężczyzn
Reprezentacja Belgii w piłce wodnej mężczyzn – zespół, biorący udział w imieniu Belgii w meczach i sportowych imprezach międzynarodowych w piłce wodnej, powoływany przez selekcjonera, w którym mogą występować wyłącznie zawodnicy posiadający obywatelstwo belgijskie. Za jej funkcjonowanie odpowiedzialny jest Belgijski Związek Pływacki (KBZB/FRBN), który jest członkiem Międzynarodowej Federacji Pływackiej.

## Historia
11 sierpnia 1900 reprezentacja Belgii rozegrała swój pierwszy oficjalny mecz na Igrzyskach Olimpijskich.

## Udział w turniejach międzynarodowych

### Igrzyska olimpijskie
Reprezentacja Belgii 10-krotnie występowała na Igrzyskach Olimpijskich. Najwyższe osiągnięcie to srebrne medale w 1900, 1908, 1920, 1924.

### Mistrzostwa świata
Dotychczas reprezentacji Belgii żadnego razu nie udało się awansować do finałów MŚ.

### Puchar świata
Belgii żadnego razu nie udało się awansować do finałów Pucharu świata.

### Mistrzostwa Europy
Belgijskiej drużynie 11 razy udało się zakwalifikować do finałów ME. W 1927, 1934, 1947 zdobyła brązowe medale.